# 吕洪来
吕洪来（1953年11月11日—），天津人，中华人民共和国民主运动人士，民主社会主义者，《中国资产阶级网》主编。
1979年投身西单民主墙运动，先后担任民运刊物《渤海之滨》《笔谈》主编。因从事政治活动，先后四次被当局拘留和劳动教养，并被开除公职。2008年流亡海外。